# Mesopolobus laticornis
Mesopolobus laticornis är en stekelart som först beskrevs av Walker 1834.  Mesopolobus laticornis ingår i släktet Mesopolobus och familjen puppglanssteklar. Arten är reproducerande i Sverige. Inga underarter finns listade i Catalogue of Life.